# M-03
M-03とは、タミヤよりリリースされている電動ラジコンカー、オンロードモデルのシャーシ名称である。

## 概要
- M-01の発展型で、TL01同様の左右分割モノコックシャーシを採用している。ツーリングカー用シャーシ「FF02」はM-03のメインシャーシを流用して製作された。→FF02の概要を参照
- サスペンションは前後ともにオーソドックスなダブルウィッシュボーン方式であるが、ローバー・ミニクーパー等のコンパクトカーモデルに対応させるため、サスアームを短縮させトレッドを切り詰めている。サスペンション部品はM-04と共通である。
- 前後バルクヘッドを接合するエクステンションパーツの長さ変更および有無により、ボディに合わせホイールベースを3段階（M-03=210mm、M-03M=225mm、M-03L＝239mm）に変更可能。
- オイルダンパーは付属せず、摩擦式のフリクションダンパーが標準装備される。
- M-03Mとして発売されたスイフト以降、前後アップライトが1050ベアリングを使用する軽量仕様に改良された。
- アルミアップライト・アルミサーボステー・アルミモーターヒートシンク・CVAスーパーミニダンパー・スプリング3種等オプションパーツが標準装備された「M-03R」が発売されている

## メカニズム
- シャーシ:ポリカーボネート製、アタッチメント付きセミモノコック構造
- フロントサスペンション:ダブルウィッシュボーン独立懸架、コイルオーバー・フリクションダンパー付
- リアサスペンション:ダブルウィッシュボーン独立懸架、コイルオーバー・フリクションダンパー付
- 前後タイヤ/ホイール：60Dサイズ中空ラバー、ラジアル/スリックを1ピースホイールに装着
- ギアレシオ:5.8/6.44/7.25（ピニオン20T/18T/16T）
- 駆動形式:前輪駆動
- モーター:540タイプ直流モーターをフロントミッドシップに横置きで搭載
- ボディ：ポリカーボネート製モノコック造形

## 備考
FF02シャーシとメインフレームを共有するが、FF02に組み換える際は足回り部品のほかにFF02用のエクステンションパーツが必要であるので注意が必要である。